# Karl Schwarzschild
Karl Schwarzschild   (Frankfurt del Main, 9 d'octubre de 1873 - Potsdam, 11 de maig de 1916) va ser un físic alemany. És també el pare de l'astrofísic Martin Schwarzschild. Va néixer a Frankfurt am Main, amb ascendència jueva. Va estudiar a Estrasburg i Múnic, obtenint un doctorat el 1896.
És conegut principalment per aportar la primera solució exacta a les equacions de camp d'Einstein de la relativitat general, pel cas limitat d'una massa esfèrica que no està en rotació (el 1915, el mateix any que Einstein va introduir la relativitat general). La solució de Schwarzschild, que utilitza les coordenades de Schwarzschild i la mètrica de Schwarzschild, dirigeix al ben conegut radi de Schwarzschild.
Schwarzschild va acomplir-ho mentre estava en servei a l'exèrcit alemany durant la Primera Guerra Mundial. Va morir l'any següent d'una malaltia que va desenvolupar mentre es trobava al front rus.